# تئوری مقدماتی اعداد
تئوری مقدماتی اعداد نام کتابی دو جلدی در زمینه ریاضیات و نظریه اعداد اثر غلامحسین مصاحب است.
جلد اول آن در دو قسمت و ۱۳۹۵ صفحه در سال ۱۳۵۳ (انتشار کتابفروشی دهخدا) و جلد دوم آن در سه قسمت و ۱۸۰۳ صفحه در سال ۱۳۵۸ توسط انتشارات سروش به چاپ رسیده است. 
این کتاب در سال ۱۳۵۸ به عنوان «کتاب سال» در رشته ریاضیات برگزیده شد.
کتاب تئوری مقدماتی اعداد نخستین کتاب در نگره (تئوری) اعداد به زبان فارسی است که دانش حساب را با تأسیس دستگاه‌های اصول موضوعه، به صورت دانش پنداشتی (آکسیوماتیک) عرضه می‌دارد. مؤلف چکیده کارهای مهمی را که از سدهٔ پانزدهم تاکنون در زمینه اعداد صورت گرفته در یکجا گرد آورده و با زبانی ساده، قابل فهم و در عین حال دقیق، درمقابل دید خواننده قرار می‌دهد.